# Catch You
«Catch You» (с англ. — «Ловить тебя») — песня, записанная британской певицей Софи Эллис-Бекстор для её третьего студийного альбома Trip the Light Fantastic (2007). Песня была написана Кэти Деннис, Грегом Кёрстиным и Рис Баркер.
Песня была выпущена в качестве первого сингла с альбома 19 февраля 2007 года. Она получила в основном положительные отзывы от музыкальных критиков, которые высоко оценили вливание рок-гитар и электронных ритмов, назвав ее резкой и очень хорошей песней. Музыкальное видео было снято Софи Мюллер, в нём Софи Эллис-Бекстор гоняется за парнем по Венеции. Песня заняла 8-е место в UK Singles Chart и вошла в первую 20-ку итальянского и российского чартов.

## История
Сингл был анонсирован в канун Нового года, когда Эллис-Бекстор исполнила эту песню на шоу Би-би-си New Year Live. Песня была написана Кэти Деннис в соавторстве с Грегом Кёрстиным и Рис Баркер. Это поп-рок песня. Она сочетает в себе гитары, клавишные и гитары. Текст песни рассказывает о том, как Софи обыскивает почтовый ящик, мягкое кресло и компьютер своего парня в надежде «поймать его».

## Критика
Песня получила в целом положительные отзывы музыкальных критиков. Стюарт Уотерман из Popjustice прокомментировал: 
Это очень хорошая песня и отличная реклама романтического безумия. Это похоже на то, что произошло бы, если бы группа Sugababes похитила Аврил Лавин и заставила ее играть на гитаре в одном из своих выступлений.

## Музыкальный клип
Музыкальное видео было впоследствии снято в Венеции режиссером Софи Мюллер и выпущено 13 января 2007 года. Его сравнивали с фильмом «А теперь не смотри».

## Список композиций
- 2-Track Single

1. «Catch You» — 3:17
2. «Down with Love» — 3:55

- Maxi Single

1. «Catch You» — 3:17
2. «Down with Love» — 3:55
3. «Catch You» (Moto Blanco Radio Edit) — 3:31
4. «Catch You» (Riff & Rays Radio Edit) — 3:35
5. «Catch You» (Music Video) — 3:27

- 12" Vinyl

1. «Catch You» (Moto Blanco Club Mix) — 8:29
2. «Catch You» (Moto Blanco Dub) — 6:49
3. «Catch You» (Digital Dog Mix) — 6:37
4. «Catch You» (Riff & Rays Mix) — 8:19

- 12" Picture Disc

1. «Catch You» — 3:17
2. «Catch You» (Jay Cox’s Fizzekal Half Dub Remix) — 6:08
3. «Catch You» (Moto Blanco Radio Edit) — 3:31
4. «Catch You» (Digital Dog Mix) — 6:37

## Чарты
| Чарт (2007)                                | Пиковая позиция |
| ------------------------------------------ | --------------- |
| Австралия (ARIA)                           | 44              |
| Бельгия/Фландрия (Ultratip Bubbling Under) | 16              |
| СНГ (TopHit)                               | 20              |
| Ирландия (IRMA)                            | 29              |
| Италия (FIMI)                              | 14              |
| Нидерланды (Single Top 100)                | 84              |
| Нидерланды (Dutch Top 40 Tipparade)        | 2               |
| Шотландия (OCC Scotland)                   | 3               |
| Швейцария (Schweizer Hitparade)            | 92              |
| Великобритания (OCC UK Singles)            | 8               |